# Spiel des Lebens (Spiel)
Das Spiel des Lebens ist ein Gesellschaftsspiel von Reuben Klamer (20. Juni 1922 – 14. September 2021), das seit 1960 in den USA und seit 1978 in Deutschland von Milton Bradley (heute Hasbro) herausgegeben wird. Das Original wurde 1860 von Milton Bradley zum ersten Mal unter den Namen The Checkered Game of Life veröffentlicht. Es ist ein Brettspiel mit Würfelspiel-Elementen, bei dem ein Lebenslauf vom Abitur bis zum Altersruhestand in verschiedenen Stationen durchgespielt wird, wobei es auf die individuellen Entscheidungen eines jeden Spielers in Bezug auf Karriere, Familie und Finanzierungen ankommt. Das Ziel besteht darin, am Ende des Spiels möglichst viel Kapital angehäuft zu haben. Hierbei zählen auch im Laufe des Lebens angehäufte Status-Symbole (Lebensstil-Karten in späteren Ausgaben) wie z. B. zum Bundeskanzler gewählt worden zu sein oder einen Bestseller verfasst zu haben, die nach dem Spiel der Einfachheit halber ebenfalls in Geld aufgerechnet werden.
Mittlerweile gibt es zahlreiche Versionen des Klassikers, u. a. als Kartenspiel Spiel des Lebens Abenteuer oder als Computerspiel für Smartphone, PC und Spielkonsole.

## Ausstattung
Auf dem relativ großen, detailliert bebilderten Spielplan sind zahlreiche Plastikaufbauten wie Häuser und Hecken angebracht. Auf Würfel wird verzichtet; an deren Stelle tritt ein großes, von 1 bis 10 durchnummeriertes Glücksrad. Dazu gibt es einen Plastikständer für das Geld (in späteren Ausgaben nicht mehr vorhanden), zahlreiche Kärtchen und als Spielfiguren Autos, in die man zunächst eine Spielfigur des gewünschten Geschlechts einsetzt.

## Spielablauf
Alle Spieler ziehen reihum, gedreht wird das bereits erwähnte „Glücksrad“. Jeder Spieler hat zu Beginn des Spiels gerade sein Abitur abgeschlossen und steht vor der Entscheidung, ob er gleich „losarbeiten“ will und sofort Gehalt erhält oder einen Kredit für ein Studium aufnimmt, wodurch er mehr Auswahlmöglichkeiten bezüglich seines zukünftigen Gehalts und auch eine bessere Aussicht auf ein höheres Gehalt bekommt. Sobald ein Spieler einen Beruf (von „Verkäufer“ über „Rockstar“ bis „Anwalt“ sind verschiedenste vertreten) ergriffen hat, bekommt er vor jedem seiner weiteren Züge sein Gehalt ausgezahlt, dreht dann das Glücksrad und zieht die entsprechende Anzahl Felder voran. Auf roten Stoppfeldern muss er vorzeitig haltmachen, bei Weggabelungen muss er sich entscheiden, wo er langgeht. Abschließend führt er die Anweisungen des Feldes aus, auf dem er gelandet ist. Die Spanne reicht vom Gewinn oder Verlust kleinerer Geldbeträge über Casinospiele bis zur Geburt von Kindern, die dann hinter dem Ehepartner im Auto Platz nehmen. So würfelt jeder Runde um Runde, kauft so viele Statussymbole (als langfristige Geldanlage) und Lebensversicherungen (als Schutz vor bösen Ereignissen) wie möglich, bis schließlich die Pensionierung erfolgt. Ab diesem Zeitpunkt hat man noch etwa 25 Felder zu überwinden, die einen den Großteil des angesparten Vermögens wieder verlieren lassen, bevor man endlich in der „Herrschaftlichen Villa“ ankommt, sofern man nicht schon zuvor pleitegegangen ist und im Altersruhesitz auf die verbleibenden Spieler wartet und sich mit Glücksspiel die Zeit vertreibt. Ist schließlich der letzte Spieler in einem der beiden Gebäude angekommen, so wird das Geld ausgezählt; der vermögendste Spieler hat gewonnen.

## Kommentar und Kritik
Bei dem Spiel handelt es sich um ein reines Glücksspiel; die Spieler haben auch bei den Abzweigungen nur die Auswahl zwischen hohem und niedrigerem Risiko. Dadurch ist das Spiel auch für verhältnismäßig kleine Kinder geeignet. Die Interaktionen zwischen den Spielern sind gering, so dass das Spiel für Erwachsene langfristig an Reiz verliert. Bei dem Spiel geht es ausschließlich um Geld, wobei keine didaktische Unterscheidung zwischen verschiedenen Möglichkeiten des Erwerbs (z. B. im Casino gewonnen) und Verlusts (z. B. durch Spenden) vorgenommen wird.

## Geschichte

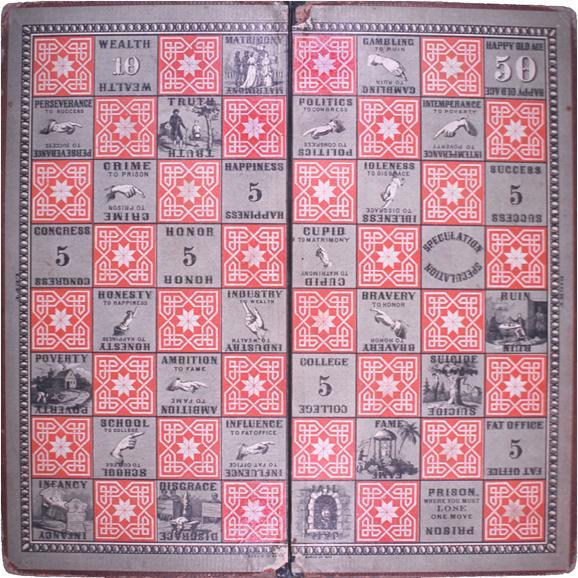
The Checkered Game of Life

Das Spiel beruht auf dem von dem Lithographen Milton Bradley 1860 entwickelten und 1861 in den USA veröffentlichten Spiel The Checkered Game of Life, das wiederum auf dem noch viel älteren Spiral-Laufspiel Gänsespiel beruht.
1959 wurde der Spielzeug- und Spieleentwickler Reuben Klamer von MB beauftragt, ein Spiel anlässlich des hundertjährigen Bestehens von Milton Bradley zu entwickeln. Er wurde durch The Checkered Game of Life inspiriert, das er in den Archiven von Milton Bradley entdeckt hatte. 1960 wurde das Spiel dann in den Vereinigten Staaten als The Game of Life veröffentlicht. Das Spiel ist heute noch erhältlich und wird vom MB-Aufkäufer Hasbro in 20 verschiedenen Sprachen vertrieben. Es existieren auch Computerspiel-Versionen.
Im Laufe der Zeit wurden an der deutschen Version Änderungen vorgenommen. So änderten sich die Gehälter der verschiedenen Berufe (ursprünglich über die Universität: Arzt 20.000, Journalist 10.000, Rechtsanwalt 15.000, Lehrer 8.000, Physiker 10.000 oder Assistent 6.000; bei Wahl Geschäft Angestellter 5.000), auch wurde der 20.000-Schein abgeschafft, der in den ersten Auflagen noch vorhanden war (zusätzlich änderte sich die Farbe des 50.000-Scheines von hellgrün auf das Gelb des 20.000-Scheines). Auch wurden die Beträge auf den Feldern geändert. So lag in der ersten Version der Höchstbetrag, den man auf einem Feld bekommen konnte, bei 400.000 (Lizenzgebühr für eine Erfindung).
Bei den Spielregeln gab es mehrfach deutliche Veränderungen. In älteren Ausgaben musste man vor dem ersten Zug entscheiden, ob man gleich ins Geschäftsleben startete (keine verschiedenen Berufe möglich, Gehalt 5.000 Mark, später Gehaltserhöhung auf 12.000 Mark) oder den Weg über die Universität ging (je nach erreichtem Beruf 6.000 bis 20.000 Mark Gehalt unveränderlich für das gesamte Spiel, über den Beruf entschied ausschließlich das Würfelglück). Für das Studium musste meist kein Kredit aufgenommen werden, da jeder Spieler mit 3.000 Mark Startkapital ins Leben startete. Den Beruf behielt man für das gesamte Spiel bei; man konnte nicht gefeuert werden oder noch einmal studieren. Ob man heiraten oder eine Familie mit Kindern gründen wollte, stand ebenfalls nicht zur Wahl; geheiratet wurde auf jeden Fall, und über Kinder entschied ausschließlich das Glücksrad.
Es gab keine Karriere-Karten, Hauskauf-Karten, Gehalts-Karten, Lebensstil-Karten, keine Gehaltserhöhungs-Karten, keine Kapitalanlage-Karten (die Statussymbolkarten hatten eine andere Funktion) und auch keine Karriere-Felder, stattdessen gab es Status-Symbole (die man erwerben konnte, aber nicht musste, wenn man auf ein entsprechendes Feld gelangte). Auch die Funktion der Aktien war völlig anders gestaltet, es gab jeweils nur eine Möglichkeit, Aktien zu kaufen, eine Lebens- oder Feuerversicherung abzuschließen usw.
Beim Eintritt in den Ruhestand („Tag der Abrechnung“) musste man entscheiden, ob man direkt auf den Altersruhesitz ging (das bis dahin erlangte Kapital war dann sicher, man bezog in jeder Runde sein bisheriges Gehalt weiter, dieses konnte man behalten oder damit spekulieren) oder noch vier Felder weiterzog bis zur herrschaftlichen Villa (auf dem Weg dorthin bestand ein geringes Risiko, einmalig 100.000 Mark zu verlieren, sonst war auch hier das bereits erlangte Kapital sicher), wo man kein Gehalt bezog, sondern ausschließlich aus den Erträgen seiner Statussymbole (soweit vorhanden) lebte.
Insgesamt war der Verlauf des Spiels in den älteren Ausgaben stärker vom Zufall abhängig und weniger durch Spielerentscheidungen zu beeinflussen.
Sieger des Spiels war, wer am Ende das meiste Bargeld vorweisen konnte (Sachwerte wie Statussymbole blieben hierbei unberücksichtigt).

## Japan
Die japanische Fassung Jinsei Game (人生ゲーム, Jinsei Gēmu) wurde 1968 durch Takara (heute: Takara Tomy) eingeführt. Bis 2008 verkaufte sie sich dort 12 Mio. Mal. Bis 2005 erschien sie in 38 Fassungen. So erschien neben der Standard-Linie von 1989 bis 2001 jedes Jahr eine Heisei-Fassung (平成版, Heisei-ban), die sich an die Zielgruppe der Erwachsenen richtete, indem z. B. Katastrophenszenarien aufgenommen wurden: So enthielt das Jinsei Game Heisei-ban VII (人生ゲーム平成版 VII) von 1995 das Erdbeben von Kōbe und die Giftgasanschläge dieses Jahres und das Jinsei Game Heisei-ban 1999 (人生ゲーム平成版1999) enthielt ein Endzeitszenario. Neben dieser Linie erschienen auch Franchise-Fassungen, z. B. zu Hello Kitty, Dejiko, Tokimeki Memorial 2 und Doraemon.
Das Spielsystem basiert auf dem Sugoroku (japanisches Backgammon), bei dem statt Würfeln das Glücksrad (roulette) verwendet wird. Der Spieler fängt bereits im Säuglingsalter an, besucht dann die Grund-, Mittel- und Oberschule und kann sich dann für Studium oder Berufsleben entscheiden.

## Ähnliche Spiele
- Mankomania – bei diesem Spiel wird das Spielprinzip ins Gegenteil verkehrt: Gewonnen hat, wer als Erster eine Million verloren hat.